# Precinct d'Anna District 5
Le precinct d'Anna District 5 est un precinct électoral du comté d'Union dans l'Illinois, aux États-Unis. En 2010, ce precinct comptait une population de 902 habitants.

## Source de la traduction
- (es) Cet article est partiellement ou en totalité issu de l’article de Wikipédia en espagnol intitulé « Distrito electoral de Anna 5 » (voir la liste des auteurs).